# モザイク国家
モザイク国家（もざいくこっか）とは、モザイクのように様々な人種・民族または宗教を持つ集団が入り交じって融け合わない状態の国家のことを指す。

## 概要
同じ国民であるという意識（広義のナショナリズム）が存在していないことで互いに対立が絶えず、紛争や内戦などの問題の火種になることもある。
モザイク国家の例としてインド、レバノン、イラク、シリア、アフガニスタン、ミャンマーなどがある。かつて存在したユーゴスラビアもモザイク国家の例とされた。

## 類語
日本以外では、様々な言語や文化を持つ集団が混じり合わずに存在する状況のことを「Cultural_mosaic（文化的モザイク）」、フランス語: 「la mosaïque culturelle」などと言う。
他に「人種のるつぼ」（じんしゅのるつぼ、英: melting pot）が、様々な集団が入り混じって融け合っている状況を指す言葉としてあり、「アメリカは人種のるつぼの多民族国家」などと使われるが、アメリカの中でもニューヨークなどは世界中から様々な文化を持つ人々がそれぞれの文化ごとにコミュニティーを作って別々の地域に住んでおり、そのような状況が混じり合わないものでもひとつの器に盛りつけられひとつのサラダとして並立共存の状態にあると見えることから「サラダボウル」と呼ばれたりする。